# Jan Bednarek
Jan Kacper Bednarek (Słupca, 12 april 1996) is een Poolse voetballer die doorgaans als centrale verdediger speelt. Hij tekende in juli 2017 een contract tot medio 2022 bij Southampton, dat hem overnam van Lech Poznań. Bednarek debuteerde in 2017 in het Pools voetbalelftal. Hij is een jongere broer van Filip Bednarek

## Carrière
Bednarek stroomde door vanuit de jeugd van Lech Poznań. Hiervoor debuteerde hij op 23 september 2013 onder coach Mariusz Rumak in het eerste elftal, in een met 0–2 gewonnen wedstrijd in de Ekstraklasa uit bij Piast Gliwice. Hij speelde zowel dat als het volgende seizoen twee competitiewedstrijden. Bednarek bracht het seizoen 2015/16 op huurbasis door bij Gornik Leczna, om na zijn terugkeer door te stoten tot basisspeler bij Lech Poznań. Hij maakte op 12 augustus 2016 zijn eerste doelpunt in het betaald voetbal. Hij zette zijn ploeg toen op 1–0 in een met 2–1 gewonnen competitiewedstrijd thuis tegen Cracovia Kraków.
Bednarek tekende in juli 2017 een contract tot medio 2022 bij Southampton, dat circa €6.000.000,- voor hem betaalde aan Lech Poznań. Coach Mauricio Pellegrino deed hier tijdens zijn eerste seizoen alleen een beroep op hem tijdens een wedstrijd in de FA Cup en een in de League Cup. Bednareks perspectief verbeterde na het aantreden van coach Mark Hughes in maart 2018, waarna hij onder de in december 2018 aangestelde Ralph Hasenhüttl basisspeler werd.

## Clubstatistieken
| Seizoen | Club            | Land     | Competitie     | Wed. | Doelp. |
| ------- | --------------- | -------- | -------------- | ---- | ------ |
| 2013/14 | Lech Poznań     | Polen    | Ekstraklasa    | 2    | 0      |
| 2014/15 | Lech Poznań     | Polen    | Ekstraklasa    | 2    | 0      |
| 2015/16 | → Gornik Leczna | Polen    | Ekstraklasa    | 17   | 0      |
| 2016/17 | Lech Poznań     | Polen    | Ekstraklasa    | 27   | 1      |
| 2017/18 | Southampton     | Engeland | Premier League | 5    | 1      |
| 2018/19 | Southampton     | Engeland | Premier League | 25   | 0      |
| 2019/20 | Southampton     | Engeland | Premier League | 24   | 1      |
| Totaal  | Totaal          | Totaal   | Totaal         | 102  | 3      |

## Interlandcarrière

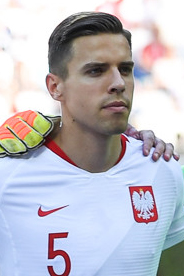
Jan Bednarek met Polen op het WK 2018

Bednarek speelde voor Polen –15, Polen –17, Polen –18, Polen –19, Polen –20 en Polen –21. Hij nam met Polen –21 deel aan het EK –21 van 2017.
Bednarek debuteerde op 4 september 2017 onder leiding van bondscoach Adam Nawałka in het Pools voetbalelftal. Dat won die dag in Warschau in een kwalificatiewedstrijd voor het WK 2018 met 3–0 van Kazachstan. Bednarek viel in dat duel na 89 minuten in voor Krzysztof Mączyński. Nawałka nam hem een jaar later ook mee naar het WK. Nadat hij hier tijdens de eerste groepswedstrijd nog een rol als invaller had, stond hij daarna twee wedstrijden in de basis. Bednarek maakte het enige doelpunt van de wedstrijd tegen Japan, tevens zijn eerste interlandgoal. Dit kon niet meer verhinderen dat Polen was uitgeschakeld.
Bednarek werd op 7 juni 2024 door bondscoach Michał Probierz opgenomen in de Poolse selectie voor het EK 2024 in Duitsland. Polen werd in de groepsfase uitgeschakeld met nederlagen tegen Nederland (1–2) en Oostenrijk (1–3) en een gelijkspel tegen Frankrijk (1–1). Bednarek miste op het toernooi geen minuut aan speeltijd.

## Erelijst
| Kampioen Ekstraklasa | 1x | 2014/15 |

1 McCarthy ·
2 Walker-Peters ·
3 Manning ·
4 Downes ·
5 Stephens ·
6 Harwood-Bellis ·
7 Aribo ·
8 Smallbone ·
9 Armstrong ·
10 Lallana ·
11 Stewart ·
12 Edwards ·
13 Lumley ·
14 Bree ·
15 Wood ·
16 Sugawara ·
17 Brereton Díaz ·
18 Fernandes ·
19 Archer ·
20 Sulemana ·
21 Taylor ·
22 Alcaraz ·
23 Edozie ·
24 Charles ·
26 Ugochukwu ·
27 Amo-Ameyaw ·
28 Larios ·
31 Bazunu ·
32 Onuachu ·
33 Dibling ·
35 Bednarek ·
37 Bella-Kotchap ·
Coach: Martin
1 Szczęsny ·
2 Pazdan ·
3 Jędrzejczyk ·
4 Cionek ·
5 Bednarek ·
6 Góralski ·
7 Milik ·
8 Linetty ·
9 Lewandowski  ·
10 Krychowiak ·
11 Grosicki ·
12 Białkowski ·
13 Rybus ·
14 Teodorczyk ·
15 Glik ·
16 Błaszczykowski ·
17 Peszko ·
18 Bereszyński ·
19 Zieliński ·
20 Piszczek ·
21 Kurzawa ·
22 Fabiański ·
23 Kownacki · 
Coach: Nawałka
1 Szczęsny ·
2 Piątkowski ·
3 Dawidowicz ·
4 Kędziora ·
5 Bednarek ·
6 Kozłowski ·
8 Linetty ·
9 Lewandowski  ·
10 Krychowiak ·
11 Świderski ·
12 Skorupski ·
13 Rybus ·
14 Klich ·
15 Glik ·
16 Moder ·
17 Płacheta ·
18 Bereszyński ·
19 Frankowski ·
20 Zieliński ·
21 Jóźwiak ·
22 Fabiański ·
23 Kownacki ·
24 Świerczok ·
25 Helik ·
26 Puchacz ·
Coach: Sousa
1 Szczęsny ·
2 Cash ·
3 Jędrzejczyk ·
4 Wieteska ·
5 Bednarek ·
6 Bielik ·
7 Milik ·
8 D. Szymański ·
9 Lewandowski  ·
10 Krychowiak ·
11 Grosicki ·
12 Skorupski ·
13 Kaminski ·
14 Kiwior ·
15 Glik ·
16 Świderski ·
17 Żurkowski ·
18 Bereszyński ·
19 S. Szymański ·
20 Zieliński ·
21 Zalewski ·
22 Grabara ·
23 Piątek ·
24 Frankowski ·
25 Gumny ·
26 Skóraś ·
Coach: Michniewicz
1 Szczęsny ·
2 Salamon ·
3 Dawidowicz ·
4 Walukiewicz ·
5 Bednarek ·
6 Piotrowski ·
7 Świderski ·
8 Moder ·
9 Lewandowski  ·
10 Zieliński ·
11 Grosicki ·
12 Skorupski ·
13 Romanczuk ·
14 Kiwior ·
15 Puchacz ·
16 Buksa ·
17 D. Szymański ·
18 Bereszyński ·
19 Frankowski ·
20 S. Szymański ·
21 Zalewski ·
22 Bułka ·
23 Piątek ·
24 Slisz ·
25 Skóraś ·
26 Urbański ·
Coach: Probierz